# Florian Zogg
Florian Zogg (* 20. September 1900 in Azmoos; † 5. Januar 1993) war ein Schweizer Skilangläufer.
Zogg belegte bei seiner einzigen Teilnahme an Olympischen Winterspielen im Februar 1928 in St. Moritz den 24. Platz über 18 km.